# Anumeta henkei
Anumeta henkei — вид метеликів родини еребід (Erebidae).

## Поширення
Вид поширений у степовій зоні в Україні та на півдні Росії, на Близькому Сході, в Ірані, Іраку, Афганістані, Середній Азії. 

## Спосіб життя
Метелик літає з березня по жовтень з найбільшою чисельністю з березня по травень. Кормові рослини невідомі.